# Jacques Taffanel
Pour les articles homonymes, voir Taffanel.
Jules Lucien Jacques Taffanel, né à Paris le 20 mai 1875 et mort dans cette ville le 5 mars 1946, est un ingénieur des mines français, principalement connu pour ses solutions au danger des coups de poussier.

## Biographie
Fils du flûtiste, chef d'orchestre et pédagogue Paul Taffanel, il entre en 1895 à l'École polytechnique, puis en 1898 à l'École des mines de Paris. Après différents emplois dans l'Administration à Clermont-Ferrand puis à Saint-Étienne, survient la Catastrophe de Courrières qui fit 1099 morts à la suite d'un coup de poussier. On se rendit alors compte avec effroi que les coups de poussier pouvaient avoir un effet beaucoup plus dévastateur que les coups de grisou.
Taffanel travaille alors au centre de recherche des Charbonnages, à Liévin, avec comme unique objectif d'éviter qu'une telle catastrophe puisse se reproduire.
Mobilisé en 1914, il travaille à la fabrication industrielle d'obus et d'explosifs, d'abord à Saint-Nazaire, puis de 1915 à 1918 en Russie. Il est promu officier de la Légion d'honneur en 1918, et reprend ses recherches.
En 1919, il entre à la Compagnie des forges de Châtillon-Commentry et Neuves-Maisons dont il est d'abord directeur des établissements du Centre, puis directeur général adjoint en 1922, directeur général en 1924. Il est à ce titre administrateur des Batignolles-Châtillon. Il devient vice-président du Comité des forges de France et membre du comité de direction du Comité central des houillères de France et de la Chambre syndicale des fabricants et constructeurs de matériel pour chemins de fer et tramways.
Il est également administrateur de la Société André Citroën, de la Société métallurgique de Knutange, des Aciéries de France, des Hauts fourneaux de Rouen.
La ville de Verneuil en Halatte, où fut implanté le Centre de recherches des Charbonnages de France (CERCHAR, créé en 1947) auquel succéda l'INERIS, a une rue Jacques Taffanel.

## Les solutions de Taffanel pour la prévention des coups de poussier dans les mines de charbon
Lorsque la catastrophe de Courrières se produit en 1906, on connaissait déjà depuis toujours les coups de grisou, et, après les travaux célèbres de Mallard et Le Chatelier de 1888, on appliquait divers moyens de prévention très efficaces (mesure de l'hydrogène dans l'air ou grisoumétrie, aérage, lampes de sûreté).
Toutefois, les méfaits potentiels des fines particules de carbone dans l'atmosphère, ou poussier, étaient négligés par les ingénieurs des mines français. La catastrophe de Courrières du 10 mars 1906, fut la plus grave de l'histoire des mines de charbon en Europe, et elle fut suivie le 6 décembre 1907 du désastre de Monongah avec 956 morts. Ces catastrophes n'étaient pas dues au grisou.
Taffanel fit de nombreuses expériences à Liévin, et en tira notamment deux idées originales :
- la schistification des galeries,
- les arrêts-barrages contre les poussiers, qui furent dénommés taffanels du nom de leur inventeur.

Taffanel démontra qu'un certain nombre de procédés utilisés pour lutter contre le grisou généraient beaucoup de poussiers avec un risque d'inflammation élevée : très forte ventilation, galeries rectilignes avec circulation rapide des trains, abattage mécanique à fort rendement... L'intercommunication des galeries souterraines accessibles par des puits différents avait en outre été un facteur aggravant à Courrières, contribuant à propager l'explosion le long de 110 km ! Les lampes à feu nu, susceptibles d'enflammer les poussiers, furent également prohibées.
L'amalgame de ces différentes méthodes de prévention fut très efficace, puisqu'il n'y eut plus de catastrophe de grande envergure en France due à des poussiers.

## Sources
- Biographie sur le site des Annales des mines.